# Petar Preradović
Petar Preradović (Grabrovnica, 19 de marzo de 1818 – Fahrafeld, 18 de agosto de 1872) fue un poeta serbio de Croacia.
Nació cerca de la frontera militar austríaca, en una familia serboortodoxa
Pasó su infancia en Grubišno Polje, donde había nacido su padre, y como muchos lugareños se convirtió en soldado profesional en la academia Wiener Neustadt donde se convirtió al catolicismo y destacó como uno de los mejores estudiantes. Allí comenzó a escribir sus primeros poemas en alemán.
Tras graduarse, estuvo destinado en Milán, donde conoció a Ivan Kukuljević Sakcinski, quien lo animó a escribir en croata. Preradović se fue más tarde a Zadar, donde comenzó a escribir en el diario local Zora dalmatinska en 1846, y más tarde se trasladó a Zagreb, donde conoció figuras del movimiento Ilirio.
Se quedó durante las guerras de unificación italiana, y volvió a Croacia donde fue colaborador de Josip Jelačić, además estuvo destinado en diversos puestos militares de Austria y llegó a general.
El tema poético de Preradović fue sobre todo el romanticismo nacional, plagado de ideas paneslavistas. A causa de una tragedia familiar, se interesó también en el espiritismo y escribió artículos sobre el tema.
Su vida, dividida entre su carrera militar, la política y literaria, se caracterizó también por problemas con el juego y una mala salud- Murió en Austria a los 54 años de edad. 

## Obras seleccionadas
- 'Uskočka djevojka, 1841
- Zora puca, bit će dana 1844
- Erstlinge, Gedichtesammlung, Zadar 1846
- Putnik (1846)[2]
- Nove pjesme 1851
- Prvi ljudi , Epos, 1862
- Pjesnička djela, Zagreb 1873

## Galería

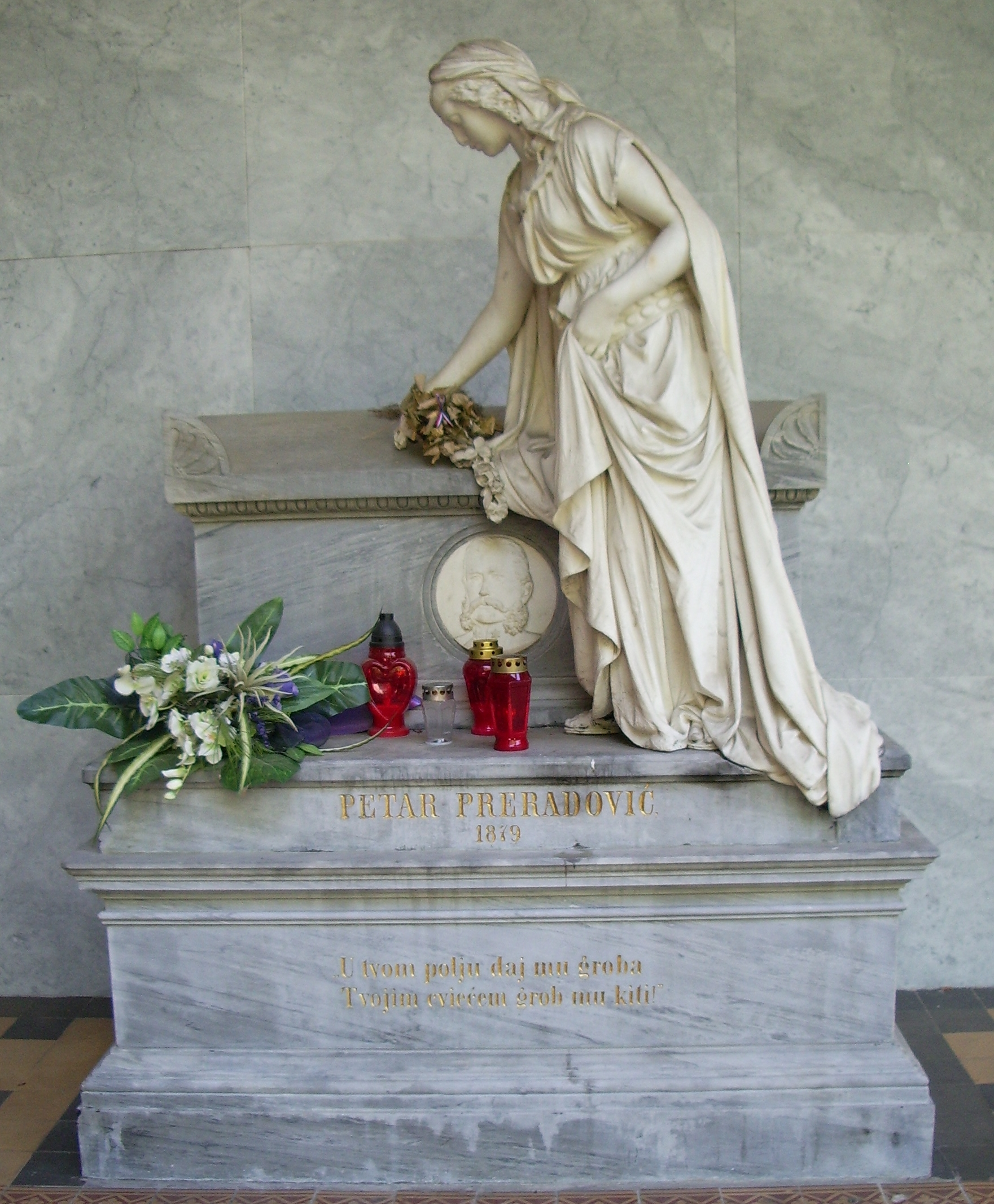
Un monumento de Petar Preradović en el Cementerio Mirogoj
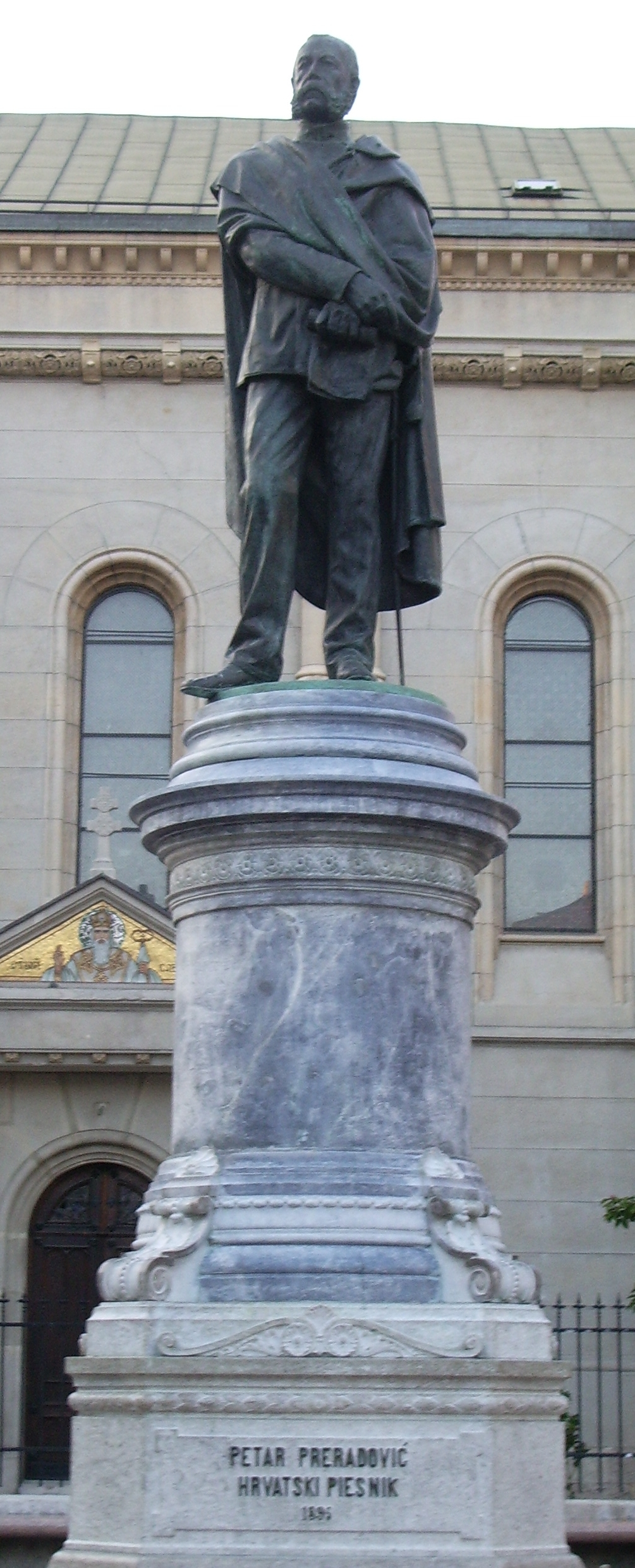
Una estatua de Petar Preradović en la plaza Preradović en Zagreb